# BOR-5
BOR-5 (БОР-5 en cirílico, acrónimo de "avión cohete orbital no tripulado") fue una serie de prototipos a escala 5:18 del transbordador Buran para estudiar su comportamiento a velocidades hipersónicas, en diferentes altitudes y velocidades. Tenían una masa de unos 1400 kg y eran lanzados mediante cohetes Kosmos-3, conectados en la punta del cohete con un sistema de acople en forma de anillo.

## Historia
Para estudiar el comportamiento de los modelos de escala completa del Transbordador Buran, durante su vuelo a velocidad supersónica y las maniobras de ingreso atmosférico, a velocidad hipersónicas (más de 5 veces la velocidad del sonido), fueron lanzados estos modelos a escala montados en la punta de un cohete, en trayectorias suborbitales de hasta 100 km de altitud y a velocidades de entre 4000 y 7300 m/s, Mach 10, permitiendo validar las características de control y aerodinámica del vehículo a control remoto, a velocidades de Mach de entre 1,5 Mach y 17,5 Mach y a números de Reynolds de entre 1,05 y 2,1, con ángulos de ataque de 15 a 40 grados. 
También permitieron estudiar el flujo de separación de aire en el fuselaje del transbordador y las características termodinámicas del diseño, nuevos materiales del escudo térmico, para la posterior construcción del Transbordador Buran a escala original; esta nave experimental de pruebas de vuelo a escala, estaba montada sobre la punta de un cohete, con un sistema de acople en forma de anillo, atornillado en la parte trasera de la nave hasta la punta del cohete, como una campana, que luego se desprendía de la nave y era desechado, para su vuelo en la alta atmósfera y retornaba a la tierra con un gran paracaídas.
El cohete principal lo podía elevar a más de 50 km de altitud, para luego separarse de la segunda etapa del cohete a mayor altitud y velocidad, para poder iniciar los vuelos de prueba horizontales sobre la alta atmósfera y al borde del espacio, hasta aterrizar en un vuelo de aproximación a control remoto y enviaba la información por radio a la base de comando en tierra, al control de la misión espacial para el posterior diseño del transbordador Buran a escala real; no tenía un tren de aterrizaje convencional, aterrizaba con paracaídas desplegados a baja altitud y sobre unos patines que se extendían, para no dañar el fuselaje central y el escudo térmico, por ser liviano y tener solamente unos 5 metros de largo.
Este proyecto de investigación espacial, de una nave experimental no tripulada de diseño a escala, para conocer las condiciones y el comportamiento de una nave espacial a escala real en órbita baja, en vuelo supersónico a alta velocidad y altitud, en la alta atmósfera y al borde del espacio, era la contrapartida soviética del programa occidental para construir un avión espacial de alta velocidad, el avión cohete tripulado North American X-15, para probar las condiciones de vuelo a gran altitud y velocidad, que estaba siendo desarrollado en forma paralela en la mitad de la Guerra fría, y al proyecto del avión espacial Boeing X-20 Dyna-Soar, montado sobre un cohete que nunca se construyó en serie, para favorecer la construcción del transbordador espacial de la NASA.
No estaban equipados con motores, sistemas de control y navegación propios, eran pilotados a control remoto desde la base de comando en tierra, y aunque existía un proyecto militar secreto, para construirlos como aviones espaciales más complejos y grandes, en una nueva etapa de la Guerra Fría en la militarización del espacio, solamente sirvieron como diseños de prueba de tecnología, maquetas a escala para el desarrollo del transbordador espacial Buran, construido varios años después y pruebas de vuelo del proyecto de avión espacial tripulado Spiral, conocido también como el proyecto MiG-105, que ahora tiene un nuevo impulso con el proyecto del avión espacial Kliper para la nueva Estación Espacial Internacional.